# Internationale Tanzmesse
La Internationale Tanzmesse és un festival i fira per a professionals de la dansa que reuneix durant quatre dies el món de la dansa al NRW-Forum Kultur und Wirtschaft de Düsseldorf, on s'estableixen 160 estands, que representen més de 400 companyies de dansa provinents de 40 països. El programa artístic, repartit en 11 espais i teatres de la ciutat, permet a les companyies presentar els seus espectacles al públic professional.
En els últims anys, la Internationale Tanzmesse s'ha consolidat com a mercat, festival i punt de trobada de professionals internacionals del sector de la dansa, tant companyies, coreògrafs, i ballarins, com agències, representants i institucions culturals. La fira va aconseguir batre el seu rècord de participació en l'edició de 2012, amb 1.413 professionals acreditats, provinents de 50 països, xifra que converteix la Tanzmesse en un referent mundial en el sector.